# Pandemia de COVID-19 en Angola
La pandemia de COVID-19 en Angola es parte de la pandemia de COVID-19 causada por el virus SARS-CoV-2. Los primeros dos casos se confirmaron el 21 de marzo. Se trataba de dos personas provenientes de Portugal.
Durante los primeros meses luego de la expansión mundial de la epidemia, Angola permaneció relativamente indemne. Hacia mediados de marzo las autoridades establecieron el cierre de fronteras marítimas, terrestres y aéreas por 15 días. Se decretó el uso obligatorio de mascarillas, se fortaleció el sistema sanitario, y se declaró el país en «estado de calamidad». Simultáneamente se impusieron medidas restrictivas a la circulación de personas, la prohibición de actos masivos y la obligatoriedad de poner a disposición del público elementos para la higiene de manos para todos los establecimientos públicos y privados.